# Zou Kai
Zou Kai (en xinès tradicional: 鄒凱; en xinès simplificat: 邹凯; en pinyin: Zōu Kǎi) (Luzhou, República Popular de la Xina 1988) és un gimnasta artístic xinès, guardonat amb tres medalles olímpiques d'or.

## Biografia
Va néixer el 25 de febrer de 1988 a la ciutat de Luzhou, població situada a la província de Sichuan.

## Carrera esportiva
Especialista en l'exercici de terra i barra fixa, va participar, als 20 anys, en els Jocs Olímpics d'Estiu de 2008 realitzats a Pequín (República Popular de la Xina), on va aconseguir guanyar la medalla d'or en aquestes dues proves a més del concurs complet (per equips). En aquests mateixos Jocs va participar en el concurs complet (individual), on va finalitzar en setanta-dosena posició.
Al Jocs Olímpics d'Estiu de 2012 celebrats a Londres (Regne Unit) aconseguí revalidar els seus títols olímpics per equips i en l'exercici de terra, a més de guanyar la medalla de bronze en l'exercici de barra fixa.
Al llarg de la seva carrera ha guanyat set medalles al Campionat del Món de gimnàstica artística, entre elles cinc medalles d'or, i tres medalles d'or als Jocs Asiàtics.